# Борборема (Сан-Паулу)
Борборема (порт. Borborema)  —  муниципалитет в Бразилии, входит в штат Сан-Паулу. 
Составная часть мезорегиона Араракара. Входит в экономико-статистический  микрорегион Араракуара. Население составляет 13 994 человека на 2006 год. Занимает площадь 552,604 км². Плотность населения — 25,3 чел./км².
Праздник города —  21 марта.

## История
Город основан в 1925 году.

## Статистика
- Валовой внутренний продукт на 2003 составляет 357.269.421,00 реалов (данные: Бразильский институт географии и статистики).
- Валовой внутренний продукт на душу населения на 2003 составляет 26.217,76 реалов (данные: Бразильский институт географии и статистики).
- Индекс развития человеческого потенциала на 2000 составляет 0,771  (данные: Программа развития ООН).

## География
Климат местности: субтропический. В соответствии с классификацией Кёппена, климат относится к категории Aw.